# Oumar Sy
Oumar Sy (ur. 21 listopada 1995 w Paryżu) – francuski zawodnik mieszanych sztuk walki (MMA) walczący w kategorii półciężkiej. Walczył dla takich organizacji jak Oktagon MMA, KSW oraz Ares FC. Aktualnie związany z organizacją UFC.

## Kariera MMA

### Wczesna kariera
Jego zawodowy debiut w formule MMA miał przypaść na 14 kwietnia 2018 roku, kiedy to podczas 100% Fight 35 miał się zmierzyć z Jaomatifem M’Rondjae, ale ostatecznie do tego starcia nie doszło. Dlatego dla Sy wyznaczono kolejną walkę. Miała się odbyć tym razem 30 czerwca 2018 roku podczas 100% Fight 36, a jego rywalem miał zostać Clement Giordanengo. I ta walka nie doszła do skutku. 12 stycznia następnego roku Oumar Sy miał stoczyć swoją pierwszą zawodową walkę z Anissem Arroufem na 100% Fight 38, ale i tę galę odwołano z powodu zamieszek w kraju. Oficjalnie zadebiutował w zawodowym MMA 8 maja 2019, kiedy to na gali Eagles FC 1 pokonał przez techniczny nokaut, pod koniec pierwszej rundy, Amara Nabila.
Pięć miesięcy później w drugiej zawodowej walce na 100% Fight 41 znokautował kopnięciem na głowę Sophiena Hadj Doula.
W dwóch kolejnych walkach poddawał rywali duszeniem zza pleców (Mehdi'ego Matajeva na GMC Fight Night: Grabinski vs. Stoimenov i Daniel Škvora na Oktagon 20.

### KSW i dwie walki we Francji
We wrześniu 2021 ogłoszono, że podpisał kontrakt z największą polską organizacją KSW. W debiucie, który odbył na gali KSW 64: Przybysz vs. Santos stanął naprzeciw niepokonanemu Adamowi Tomasikowi. Sy błyskawicznie rozprawił się z rywalem, rozbijając go serią ciosów młotkowych w pierwszej rundzie.
3 lutego 2022 roku stoczył jednorazową walkę dla organizacji Ares Fighting Championship, gdzie podczas trzeciej edycji gali zmierzył się ze swoim rodakiem, Paulinem Begai. Do walki doszło w jego rodzinnym mieście, Paryżu. Po trzech wyrównanych rundach sędziowie jednogłośnie wskazali zwycięstwo Oumara Sy.
Podczas lipcowej gali KSW 72, która odbyła się w Kielcach miał zmierzyć się z niepokonanym Łotyszem, Hasanem Mieżyjewem. W późniejszym czasie ogłoszono, że Mieżyjew musiał wycofać się z pojedynku z powodu kontuzji kolana, a jego miejsce zajął Bartłomiej Gładkowicz. Sy pewnie wypunktował rywala, zwyciężając jednogłośnie na punkty.
17 marca 2023 na KSW 80: Eskiev vs. Ruchała poddał w pierwszej rundzie bardziej doświadczonego Brazylijczyka, Henrique da Silvę.
30 czerwca 2023 w walce wieczoru gali The King of Fighters 1 miał podjąć reprezentanta Argentyny, Martina Ottaviano. Pojedynek zakontraktowano w wadze ciężkiej. W późniejszym czasie z powodu kontuzji Ottaviano, na jego miejsce wszedł Brazylijczyk, Ildemar Alcântara, którego Francuz technicznie znokautował w ponad minutę od rozpoczęcia walki.

### UFC
W październiku 2023 roku menadżer Oumara w mediach społecznościowych poinformował, że jego zawodnik podpisał kontrakt z największą organizacją na świecie, Ultimate Fighting Championship. Debiut Francuza zaplanowany był na 18 maja podczas gali UFC Fight Night: Barboza vs. Murphy, podczas której skrzyżował rękawice z Anglikiem, Tuco Tokkosem. Zwyciężył w pierwszej rundzie, w której to poddał rywala duszeniem zza pleców. Wcześniej Sy dwukrotnie był przymierzany do zestawienia z reprezentantami Brazylii. Najpierw miał zawalczyć z Rodolfo Bellato, jednak ten doznał kontuzji. Drugą opcją był Antonio Trócoli, który także się wycofał z walki.
Drugą walkę dla amerykańskiej organizacji stoczył 28 września 2024 podczas gali UFC Fight Night: Moicano vs. Saint Denis w Paryżu. Jego przeciwnikiem został Koreańczyk, Da Un Jung. Zwyciężył jednogłośnie na kartach punktowych.
22 marca 2025 w Londynie miał zmierzyć się z Amerykaninem Alonzo Menifieldem na gali UFC Fight Night. Ponad miesiąc przed wydarzeniem ogłoszono, że wypadł z walki z powodu kontuzji. Francusko-amerykańskie starcie przeniesiono na przypadającą 14 czerwca galę UFC Fight Night: Usman vs. Buckley w Atlancie. Przegrał po raz pierwszy w karierze, ulegając jednogłośnie na kartach punktowych Amerykaninowi.

## Lista zawodowych walk w MMA
| Wynik     | Bilans | Przeciwnik (bilans przed walką) | Rozstrzygnięcie                | Runda | Czas | Rozgrywki                                | Data       | Miejsce   | Uwagi                                   |
| --------- | ------ | ------------------------------- | ------------------------------ | ----- | ---- | ---------------------------------------- | ---------- | --------- | --------------------------------------- |
|           |        | Brendson Ribeiro (17-8)         |                                |       |      | UFC Fight Night: Imavov vs. Borralho     | 06.09.2025 | Paryż     |                                         |
| Przegrana | 11-1   | Alonzo Menifield (16-5-1)       | Decyzja (jednogłośna)          | 3     | 5:00 | UFC Fight Night: Usman vs. Buckley       | 14.06.2025 | Atlanta   |                                         |
| Wygrana   | 11-0   | Da Woon Jung (15-5-1)           | Decyzja (jednogłośna)          | 3     | 5:00 | UFC Fight Night: Moicano vs. Saint Denis | 28.09.2024 | Paryż     |                                         |
| Wygrana   | 10-0   | Tuco Tokkos (10-3)              | Poddanie (duszenie zza pleców) | 1     | 3:43 | UFC Fight Night: Barboza vs. Murphy      | 18.05.2024 | Las Vegas | Debiut w UFC.                           |
| Wygrana   | 9-0    | Ildemar Alcântara (26-17)       | TKO (ciosy pięściami)          | 1     | 1:21 | The King of Fighters 1                   | 30.06.2023 | Rennes    | Pojedynek w wadze ciężkiej. Main Event. |
| Wygrana   | 8-0    | Henrique da Silva (19-8)        | Poddanie (duszenie zza pleców) | 1     | 1:40 | KSW 80: Eskiev vs. Ruchała               | 17.03.2023 | Lubin     |                                         |
| Wygrana   | 7-0    | Bartłomiej Gładkowicz (8-2)     | Decyzja (jednogłośna)          | 3     | 5:00 | KSW 72: Romanowski vs. Grzebyk           | 23.07.2022 | Kielce    |                                         |
| Wygrana   | 6-0    | Paulin Begai (2-0)              | Decyzja (jednogłośna)          | 3     | 5:00 | Ares FC 3: Abdouraguimov vs. Godofredo   | 03.02.2022 | Paryż     |                                         |
| Wygrana   | 5-0    | Adam Tomasik (5-0)              | TKO (ciosy pięściami)          | 1     | 1:22 | KSW 64: Przybysz vs. Santos              | 23.10.2021 | Łódź      |                                         |
| Wygrana   | 4-0    | Daniel Škvor (0-0)              | Poddanie (duszenie zza pleców) | 2     | 4:35 | Oktagon 20: Vémola vs. Lohoré            | 30.12.2020 | Brno      |                                         |
| Wygrana   | 3-0    | Mehdi Matajev (1-0)             | Poddanie (duszenie zza pleców) | 1     | ?    | GMC Fight Night: Grabinski vs. Stoimenov | 26.09.2020 | Duisburg  |                                         |
| Wygrana   | 2-0    | Sophien Hadj Doula (0-0)        | KO (kopnięcie na głowę)        | 1     | 2:12 | 100% Fight 41                            | 19.10.2019 | Paryż     |                                         |
| Wygrana   | 1-0    | Amar Nabil (0-0)                | TKO (ciosy pięściami)          | 1     | 4:25 | Eagles FC 1                              | 08.05.2019 | Conthey   |                                         |